# Ricardo Marín Llovet
Ricardo Marín Llovet (1874-1955) fue un dibujante y pintor español.

## Biografía

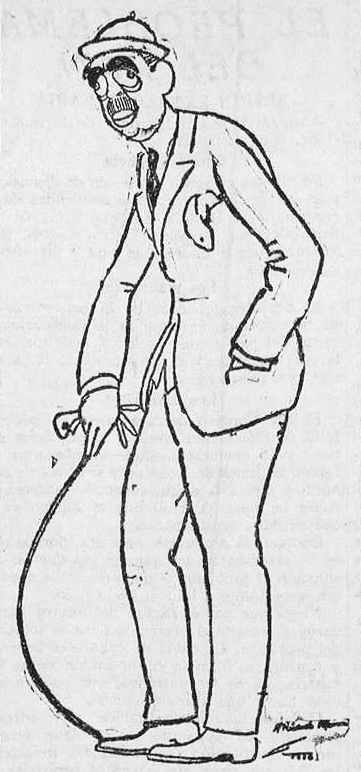
Retratado por Tito

Nació el 29 de abril de 1874 en Barcelona. Colaboró en publicaciones periódicas como El Gran Bufón, El Liberal y La Esfera, entre otras. Participó en el cuarto Salón de Humoristas y en 1918 expuso una serie de ilustraciones del Quijote en el Palacio de Cristal del parque del Retiro. En lo relativo a su muerte, si bien hay fuentes que la sitúan en La Habana en 1942, habría fallecido en 1955 en México.